# André
André ist ein männlicher Vorname, der auch als Familienname vorkommt.

## Herkunft und Bedeutung
André ist die französische sowie die portugiesische Form von Andreas und bedeutet „der Mannhafte“ bzw. „der Tapfere“, von griechisch ἀνδρεία (andreía) für die Tugend der Tapferkeit.

## Varianten
Andi, Andy, Andor, Andrä, Andrè, Andréa, Andree, Andrée, Andres, Andrew, Andriko, Andrusch, Andrej (russ. Koseform: Andrjuscha, Andrjuschka, Andrjucha, Andrejtschik).

## Namenstag
30. November

## Namensträger

### Familienname
- Albert André (1930–2014), deutscher Priester
- Alexis André (1832–1893), kanadischer Priester und Missionar
- André André (* 1989), portugiesischer Fußballspieler
- Angélica André (* 1994), portugiesischer Schwimmerin
- Anne André-Léonard (* 1948), belgische Politikerin
- António André (* 1957), portugiesischer Fußballspieler
- Arnim André (1943–2001), deutscher Schauspieler und Synchronsprecher
- Benjamin André (* 1990), französischer Fußballspieler
- Bert André (1941–2008), niederländischer Schauspieler
- Carl André (1894–1985), deutscher Generalmajor der Wehrmacht im Zweiten Weltkrieg
- Carole André (* 1953), französische Schauspielerin
- Charles André (1848–1911), französischer Astronom
- Christian Karl André (1763–1831), deutscher Pädagoge und Landwirt
- Christophe André (* 1956), französischer Psychiater und Psychotherapeut
- Christophe André (* 1987), französischer Squashspieler
- Claudine André (* 1946), belgisch-kongolesische Kunsthändlerin, Tierschützerin und Autorin
- Cristiano De André (* 1962), italienischer Singer-Songwriter
- Daniel André (1965–2022), mauritischer Leichtathlet
- Désiré André (1840–1917), französischer Mathematiker
- Didier André (* 1974), französischer Autorennfahrer
- Dietrich Ernst André († 1734), Historien- und Bildnismaler
- Edmond André (1844–1891), französischer Insektenkundler
- Édouard André (1833–1894), französischer Politiker und Kunstsammler
- Édouard François André (1840–1911), französischer Gartengestalter und Schriftsteller
- Elisabeth André (* 1961), deutsche Informatikerin und Hochschullehrerin
- Emil André (1790–1869), deutscher Forstwirt
- Emmanuel André (1826–1903), französischer Benediktiner, Abt und Klostergründer
- Eric André (* 1983), US-amerikanischer Schauspieler
- Ernest André (Bankier) (Ernest César André; 1803–1864) französischer Bankier und Politiker
- Ernest André (Entomologe, 1838) (1838–1914), französischer Jurist und Hymenopterologe
- Ernest André (Entomologe, um 1863) (um 1863–1911), französischer Lepidopterologe
- Esprit André Durant de Saint André (1777–1860), französischer Diplomat und Generalkonsul
- Etkar André (1894–1936), deutscher Hafenarbeiter und Arbeiterführer
- Fabrizio De André (1940–1999), italienischer Singer-Songwriter
- Fidel André (1770–1827), deutscher Politiker, Oberbürgermeister von Freiburg
- Floriane André (* 2000), französische Handballspielerin
- Francis André (Milizionär) (1909–1946), französischer Milizionär
- Francis André (Künstler) (1906–1972), belgischer Künstler
- Francis André (Autor) (1897–1976), belgischer Dichter
- Franz André (1893–1975), belgischer Violinist und Dirigent
- Friedrich Bernhard André (1859–1927), deutscher Rechtswissenschaftler und Hochschullehrer
- Fritz André (* 1946), haitianischer Fußballspieler
- Gaby André (1920–1972), französische Schauspielerin
- Gaspard André (1840–1896), französischer Architekt
- Géo André (1889–1943), französischer Leichtathlet
- Georg André (1920–1982), deutscher Politiker
- Georges André (1876–1945), französischer Wintersportler
- Gilles de La Roche-Saint-André (1621–1668), französischer Aristokrat und Marineoffizier
- Gustav André (1900–1989), deutscher Kunsthistoriker und Denkmalpfleger
- Jacqueline André (* 1946), französische Hürdenläuferin
- Jacques André (1919–1988), französischer Hürdenläufer
- Jean André (1916–1980), französischer Filmarchitekt
- Jean d’Albon de Saint-André (1472–1549), Gouverneur von Lyon
- João André (* 1976), portugiesischer Stabhochspringer
- Johann André (1741–1799), deutscher Komponist und Musikverlagsgründer
- Johann Anton André (1775–1842), deutscher Komponist und Musikverleger
- Johanna André (1861–1926), deutsche Schauspielerin
- John André (1750–1780), britischer Offizier
- Jorge André (* 1919), costa-ricanischer Sportschütze
- José André (1881–1944), argentinischer Komponist und Musikkritiker
- José Joana André (* 1963), angolanischer Politiker
- Jules André (1807–1869), französischer Maler
- Jürgen Schmidt-André (* 1960), deutscher Bühnenbildner und Designer
- Karl August André (1806–1887), deutscher Klavierfabrikant, Sohn von Johann Anton André
- Louis André (Historiker) (1867–1948), französischer Historiker
- Louis Joseph André (1838–1913), französischer General
- Louis Jules André (1819–1890), französischer Architekt
- Lucjan André (1893–1958), polnischer Schriftsteller, Literaturkritiker und Theaterkritiker
- Marc André (Zoologe) (1900–1966), französischer Zoologe
- Marc André (Spieleautor) (* 1967), französischer Spieleautor
- Marius André (1868–1927), französischer Schriftsteller okzitanischer Sprache
- Martin André (* 1960), britischer Dirigent
- Martina André (* 1961), deutsche Autorin
- Mathieu André (1909–1979), französischer Fußballspieler
- Maurice André (1933–2012), französischer Trompeter
- Michel André (Mathematiker) (1936–2009), Schweizer Mathematiker
- Michel André (Bobfahrer) (* 1970), französischer Bobfahrer
- Nicholas André (1934–1990), südafrikanischer Boxer
- Nilson André (* 1986), brasilianischer Sprinter
- Paul André (1837–1896), Schweizer Politiker
- Paul-Émile André (1911–1996), belgischer Radrennfahrer
- Raoul André (1916–1992), französischer Regisseur
- Peter André (* 1973), britischer Popsänger
- René André, französischer Schwimmer
- Ricardo André (* 1982), portugiesischer Fußballspieler
- Rogi André (1900–1970), ungarisch-französische Malerin und Fotografin
- Rudolf André (1792–1825), deutscher Landwirt
- Sandro Ferreira André (* 1987), brasilianischer Fußballspieler
- Sylvain André (* 1995), französischer Radrennfahrer
- Thiago André (* 1995), brasilianischer Leichtathlet
- Wilhelm André (1827–1903), deutscher Jurist und Politiker, Oberbürgermeister von Chemnitz
- Wolfgang André (* 1948), deutscher Kabarettist, Sänger und Fernsehmoderator
- Yves André (* 1959), französischer Mathematiker

### Ordensname
- Sœur Louise-Andrée (1913–2001), kanadische Sängerin und Gesangslehrerin, siehe Louise André
- Sœur André (1904–2023), französische Nonne, die 2021 eine Covid-19-Infektion überlebt hat

### Vorname
- André 3000 (André Lauren Benjamin; * 1975), US-amerikanischer Musiker
- André Akkari (* 1974), brasilianischer Pokerspieler
- André-Marie Ampère (1775–1836), französischer Physiker und Mathematiker
- André Bertelsmeier (* 2005), deutscher Tischtennisspieler
- André Brasseur (* 1939), belgischer Musiker
- André Breton (1896–1966), französischer Schriftsteller
- André Brink (1935–2015), südafrikanischer Schriftsteller und Übersetzer
- André Brugiroux (* 1937), französischer Globetrotter und Schriftsteller
- André Büssing (1950–2003), deutscher Psychologe
- André Coimbra (* 1986), portugiesischer Pokerspieler
- André Courrèges (1923–2016), französischer Modeschöpfer
- André De Wolf (* 1952), belgischer Radsportler
- André Dubonnet (1897–1980), französischer Militärpilot, Sportler, Rennfahrer, Unternehmer und Erfinder
- André Dupont (1742–1817), französischer Rosenzüchter
- André Dupont (* 1949), kanadischer Eishockeyspieler
- André Falcon (1924–2009), französischer Schauspieler
- André Felipe Ribeiro de Souza (* 1990), brasilianischer Fußballspieler
- André Franquin (1924–1997), belgischer Comiczeichner
- André Geerts (1955–2010), belgischer Comiczeichner und Cartoonist
- André Gide (1869–1951), französischer Schriftsteller
- André Glucksmann (1937–2015), französischer Philosoph und Essayist
- André Gorz (1923–2007), österreichisch-französischer Sozialphilosoph
- André Greipel (* 1982), deutscher Radrennfahrer
- André Hamann (* 1987), deutsches Männermodel
- André Heller (* 1947), österreichischer Aktionskünstler, Kabarettist und Chansonnier
- André Hoffmann (* 1993), deutscher Fußballspieler
- André Isoré (1891–1968), französischer Politiker
- André Krieger (* 1979), deutscher Webvideoproduzent, siehe CommanderKrieger
- André Kuipers (* 1958), niederländischer Raumfahrer
- Andre Kurniawan Tedjono (* 1986), indonesischer Badmintonspieler
- André Lange (* 1973), deutscher Bobfahrer
- André Lettau (* 1986/87), deutscher Pokerspieler
- André Lichtenberger (1870–1940), französischer Schriftsteller, Historiker und Soziologe
- André F. Lichtschlag (* 1968), deutscher Herausgeber
- André Lima (* 1985), brasilianischer Fußballspieler
- André Lima Perlingeiro (* 1969), brasilianischer Beachvolleyballspieler
- André Lluis (1910–), französischer Jazzmusiker
- André Malraux (1901–1976), französischer Schriftsteller und Politiker
- André Michel (1853–1925), französischer Kunsthistoriker
- André Migdal (1924–2007), französischer Widerstandskämpfer und Dichter
- André de Montbard (1103–1156), französischer Großmeister des Templerordens
- André Oliveira de Lima (* 1985), brasilianischer Fußballspieler
- André Previn (1929–2019), deutsch-US-amerikanischer Pianist, Komponist und Dirigent
- André Raison (1640–1719), französischer Organist und Komponist
- André Rieu (* 1949), niederländischer Violinist
- André Rosenthal (* 1956), deutscher Molekularbiologe, Genetiker und Hochschullehrer
- André René Roussimoff (1946–1993), französischer Wrestler und Schauspieler, siehe André the Giant
- André Schürrle (* 1990), deutscher Fußballspieler
- André Smit (1916–2001), niederländischer Jazzposaunist
- André Stade (* 1971), deutscher Schlagersänger
- André Stolz (* 1972), deutscher Politiker (CDU), Landtagsabgeordneter in Hessen
- André Tempelmeier (* 1967), deutscher Handballspieler
- André Tulard (1898–1967), französischer Kollaborateur
- André Van den Steen (1956–1980), belgischer Radsportler
- André Watts (1946–2023), US-amerikanischer Pianist
- André Wiersig (* 1972), deutscher Extremschwimmer
- André Romell Young (* 1965), US-amerikanischer Rapper, siehe Dr. Dre
- André d’Ypres, mittelalterlicher Buch- und Tafelbildmaler

### Schreibweise „Andre“
- Andre Agassi (* 1970), US-amerikanischer Tennisspieler
- Andre Asriel (1922–2019), österreichisch-deutscher Komponist
- Andre Braugher (1962–2023), US-amerikanischer Schauspieler
- Andre Cisco (* 2000), US-amerikanischer American-Football-Spieler
- Andre De Grasse (* 1994), kanadischer Sprinter
- Andre Drummond (* 1993), US-amerikanischer Basketballspieler
- Andre Ewers (* 1995), jamaikanischer Leichtathlet
- Andre Fedorow (* 1973), deutscher Musiker, Produzent und Songwriter
- Andre Geim (* 1958), niederländisch-britischer Physiker russlanddeutscher Herkunft
- Andre Hidi (* 1960), kanadischer Eishockeyspieler
- Andre Iguodala (* 1984), US-amerikanischer Basketballspieler
- Andre Johnson (* 1981), US-amerikanischer American-Football-Spieler
- Andre Klump (* 1968), deutscher Sprachwissenschaftler
- Andre Lewis (* 1994), jamaikanischer Fußballspieler
- Andre Miller (* 1976), US-amerikanischer Basketballspieler
- Andre Phillips (* 1959), US-amerikanischer Leichtathlet und Olympiasieger
- Andre Royo (* 1968), US-amerikanischer Schauspieler
- Andre Rudolph (* 1975), deutscher Schriftsteller, Lyriker und Übersetzer
- Andre Ruffini (1590–1648), italienischer Steinmetzmeister und Bildhauer der Renaissance
- Andre Siems (* 1975), deutscher Journalist, Sportkommentator und Radiomoderator
- Andre Steyer (* 1992), deutscher Schlagersänger
- Andre Tricoteux, kanadischer Schauspieler und Stuntman
- Andre Vanderveer (* 1970), deutscher Basketballspieler
- Andre Ward (* 1984), US-amerikanischer Profiboxer
- Andre Wolf (* 1977), deutscher Autor, Blogger und Experte für Social Media
- Andre Zalbertus (* 1960), deutscher Fernsehjournalist und Buchautor

## Filme
- André, ein amerikanischer Kinder- und Tierfilm aus dem Jahr 1994
- André und Ursula, ein deutscher Spielfilm aus dem Jahr 1955